# Stor-Gransjön, Medelpad
Stor-Gransjön är en sjö i Ånge kommun i Medelpad och ingår i Ljungans huvudavrinningsområde. Sjön har en area på 0,706 kvadratkilometer och ligger 376 meter över havet. Sjön avvattnas av vattendraget Granån.

## Delavrinningsområde
Stor-Gransjön ingår i det delavrinningsområde (691757-150825) som SMHI kallar för Utloppet av Storgransjön. Medelhöjden är 419 meter över havet och ytan är 15,23 kvadratkilometer. Det finns inga avrinningsområden uppströms utan avrinningsområdet är högsta punkten. Granån som avvattnar avrinningsområdet har biflödesordning 3, vilket innebär att vattnet flödar genom totalt 3 vattendrag innan det når havet efter 115 kilometer. Avrinningsområdet består mestadels av skog (76 procent). Avrinningsområdet har 0,88 kvadratkilometer vattenytor vilket ger det en sjöprocent på 5,8 procent.